# IFA L60
Az IFA L60 az egykori keletnémet Industrieverband Fahrzeugbau járműgyártó, 1987-ben bemutatott tehergépjárműve. Az "L" betű a gyártás helyére, Ludwigsfelde-re, a 60-as szám pedig a terhelhetőségére (6 tonna) utal. Gyártása a W50 típussal párhuzamosan történt, majd a rendszerváltást követve mindkettő típus gyártását befejezték. Az IFA L60 külsőre szinte teljesen megegyezik a W50-nel, ám számos technikai újítást tartalmaz, ami legtöbbször a nyugati gyártók régi technikájának új, keleti kivitelei. Ezek az újdonságok többek között Magyarországon is az egyik legmodernebb teherautóvá tették, egészen a 90-es évekig, amikor a rendszerváltást követően megindult a volt szocialista országokban a nyugati teherautómárkák forgalmazása.

## Motor

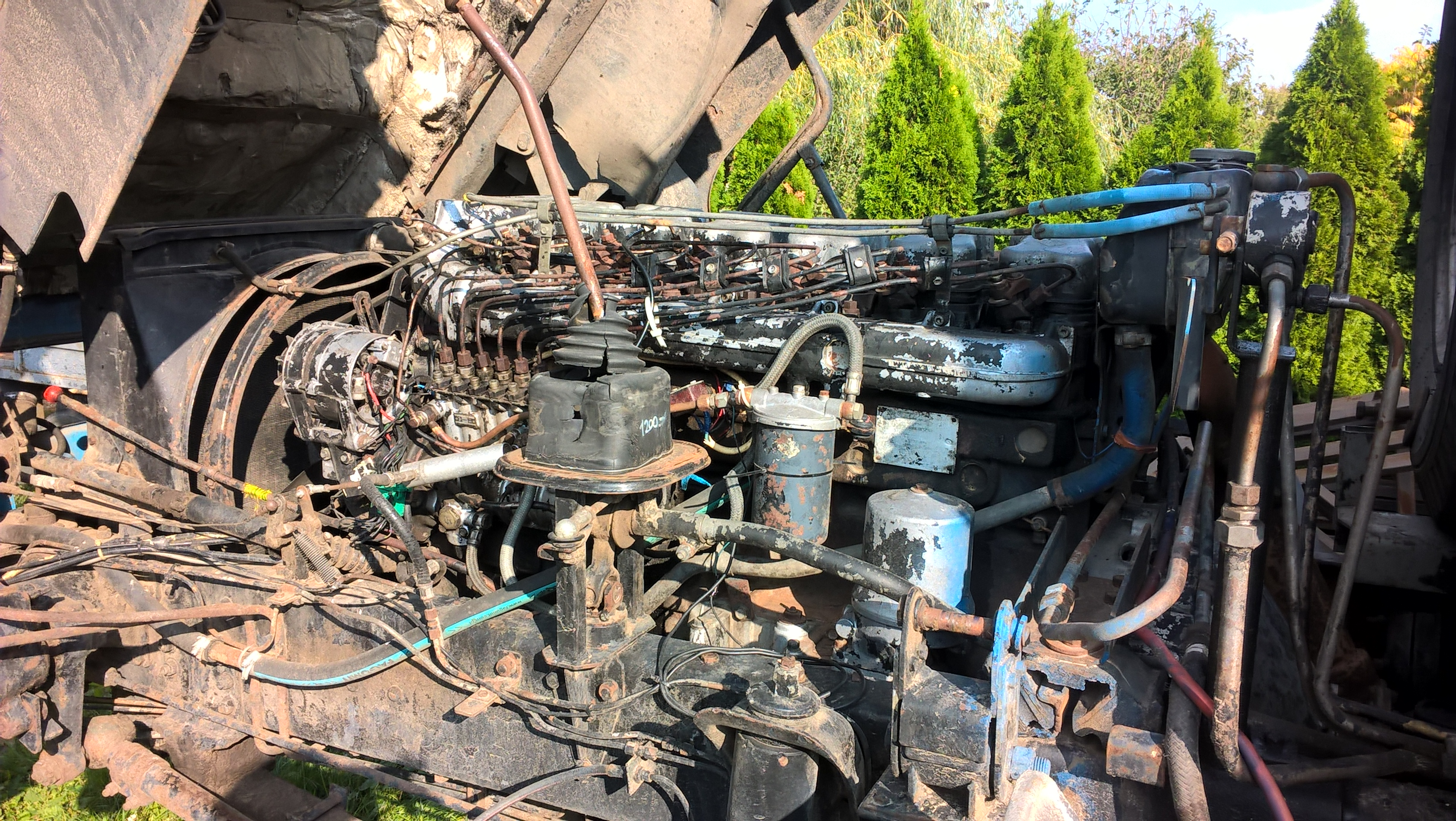
IFA L60 megbillentett fülkével, illetve a motor

Az IFA L60 erőforrása egy négyütemű, vízhűtéses, szívódízelmotor. Legnagyobb elérhető teljesítménye 132 kW, amit 2300 1/min-en ad le. A hengertömb össztérfogata 9160 cm³. A motor a "6 VD 13,5 / 12 SRF" kóddal lett ellátva, ami nem összekeverendő az IFA W50 négyhengeres motorjának módosított, hathengeres változatával, ami a "6 VD 14,5/12-1 SRW" kódot kapta. Az L60 erőforrása közvetlen befecskendezésű, dugattyúi gömbgrafitból készültek és a W50-hez hasonlóan, MAN licenc alapján speciális égéstérrel kialakítottak. Adagolója egy TGL 12 378-as teljesen mechanikus, soros, keletnémet gyártmány. Hengerenként egy szívó és egy kipufogószelepet tartalmaz. A motor alkalmas a 15W40-es többfokzatú motorolajjal való üzemeltetésre, így szezonális olajcserére nincs szükség. A könnyűfémből készült olajteknőt olaj-víz hőcserélővel látták el. A motor a W50-nel ellentétben már nem a kabinban, hanem alatta helyezkedik el. A hűtésről vízhűtő, valamint egy elektromosan kapcsolt, mágneskuplungos ventilátor gondoskodik, ami vészhelyzetben manuálisan is zárható.

## Váltó és hajtáslánc
A motort a hajtásláncról egy egytárcsás, száraz, 380 mm átmérőjű hidropneumatikus kuplung választotta el, ami a rásegítés miatt rendkívül megkönnyítette a pedál kinyomását, a W50-hez képest. A tengelykapcsoló külön hidraulikus kört kapott, aminek tartálya a vezetőfülkében található. Az IFA L60 sebességváltója egy teljesen szinkronizált nyolcfokozatú, kúszófokozattal és hátramenettel ellátott váltómű. Beszállítója a VEB brandenburgi sebességváltógyár volt, ami többek között, az előd W50-nek is gyártotta a sebességváltóját. Az osztómű teljesen szinkronizált, pneumatikus működtetésű. A gyártó először összkerékhajtású modelleket kezdett gyártani, egy évvel később azonban megjelentek hátsókerékhajtású típusok is. Az összkerék hajtott modellekhez négy, különböző elérhető legnagyobb sebességet adó osztóműt kínáltak: 72, 82, 92 és 105 km/h verziókban, az adott munkakörülményekhez legoptimálisabban igazodva. A W50-nel ellentétben, az L60-ban az összkerékhajtást nem lehet kikapcsolni. Megcsúszás esetén 1:2 arányban osztotta szét a nyomatékot: az első tengelyre 33,3%, míg a hátsóra 66,7% jutott. Az állandó összkerékhajtás és az új, osztóművel megtoldott sebességváltó ugyan precízebb és jobb teherautóvá tette a W50-nél, de sokkal gondosabb karbantartást és kezelést is igényelt. Ezek általános hiánya miatt, a W50-hez szokott gépkezelők gyakori váltó és hajtásláncproblémákat okoztak. A tengelyek új fejlesztések, gömbgrafitos öntvényből készültek és bolygóművekkel vannak ellátva.

## Váz, felfüggesztés
Az L60 egy új létraalvázat kapott, U formájú hossztartókkal. Az alváz így megnövelt torziós képességeket kapott, ami növelte a jármű terepképességeit. A laprugózást leginkább a W50-től vették át, kisebb módosításokkal. Mindkét merev híd a félelliptikus laprugók mellett kettős működésű lengéscsillapítókat is kaptak. A kormánymű golyósoros, hidraulikus rásegítésű szervokormány. A gumiabroncsok mérete 9,00 20/14 PR. Ezek mellett egy háromtengelyes prototípus is készült, 6 × 4-es kivitelben, de ez nem került gyártásba.

## Vezetőfülke
Mivel a fejlesztésre szánt pénz nagy részét az új hathengeres motor és a nyolcfokozatú váltó nyelte el, nem maradt elég összeg egy új kabin tervezésére. Ennek következtében az amúgy is gyártásban lévő W50-nek módosították a vezetőfülkéjét. A legnagyobb módosítás a motor-fülke elhelyezést érintette. Az új motor immár nem a két ülés között, hanem a kabin alatt kapott helyet. Ez a változtatás szinte síkpadlóssá alakította az L60-at, ami számos helynövekedés mellett egy harmadik ülés beszerelését is lehetővé tette, valamint a zajszigetelés is jobb lett. A vezetőfülkét továbbá 230 milliméterrel az első tengely elé kellett emiatt helyezni, emiatt más a sárhányó alakja és ezért került a kerék elé a fellépővas is. A módosítások itt még nem értek véget. A gépkezelő egy légrugós vezetőülést és újfajta műszerfalat, gyújtáskapcsolót, újféle ablaktörlő, lámpa és indexkapcsolókat is kapott, a máshonnan már könnyen beazonosítható, keletnémet alkatrészekből. Ezen kívül a kabin 50°-ban hidraulikusan billenthetővé vált, ami nagyban megkönnyítette a karbantartási munkálatokat. A fülke tetejére továbbá szélességjelző lámpák is kerültek. A tetőablak, a tekerős ablakemelő, a fűtéskonzol, valamint az ajtók egészben megmaradtak, ahogyan az ablakok is. A két szélső ülés három, a középső ülés pedig kétpontos biztonsági övekkel vannak ellátva. A fűtőventilátorok a kabin elejébe kerültek, megjelent az intervallumos ablaktörlő funkció. Szériafelszereltség lett a továbbra is spirálos meghajtású fordulatszámmérő.

## Fékrendszer
Hidraulikusan működtetett fékek, pneumatikus rásegítéssel, kétkörös, vagy egykörös pótkocsifék csatlakoztatási lehetőségekkel. Azbesztmentes, önbeálló fékbetétek, a szimplex dobfékekben. A fékrendszer üzemi légnyomása 12 bar, aminek védelméről egy háromkörös védőszelep gondoskodik. A kézifék egy pneumatikusan vezérelt rugós fék, ami a hátsó kerekekre, valamint a pótkocsifékre hat. A kézifék vezérlőszelep teszt funkcióval is ellátott.

## Elektromos rendszer
Az IFA L60 elektromos rendszere 24 voltos. A két, 125 Ah-s akkumulátort egy 35 amperes generátor tölti. Az önindító teljesítménye 5,5 kW. A teherautó fényforrása egy pár H4-es halogén izzó, amit hagyományos izzók egészítenek ki. A pótkocsi részére elektromos csatlakozó áll rendelkezésre.

## Különböző típusok

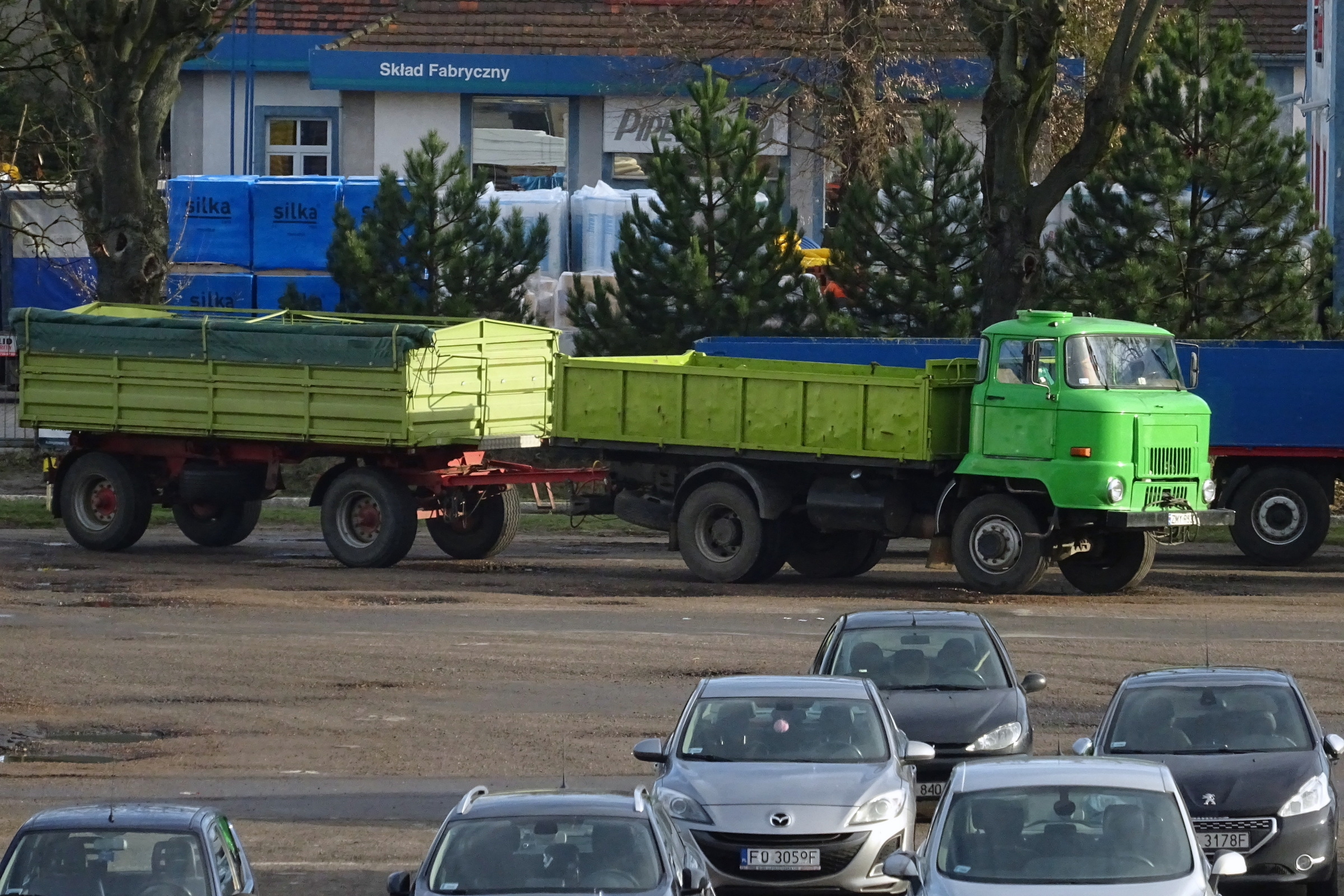
L60 + HW 8011 pótkocsi

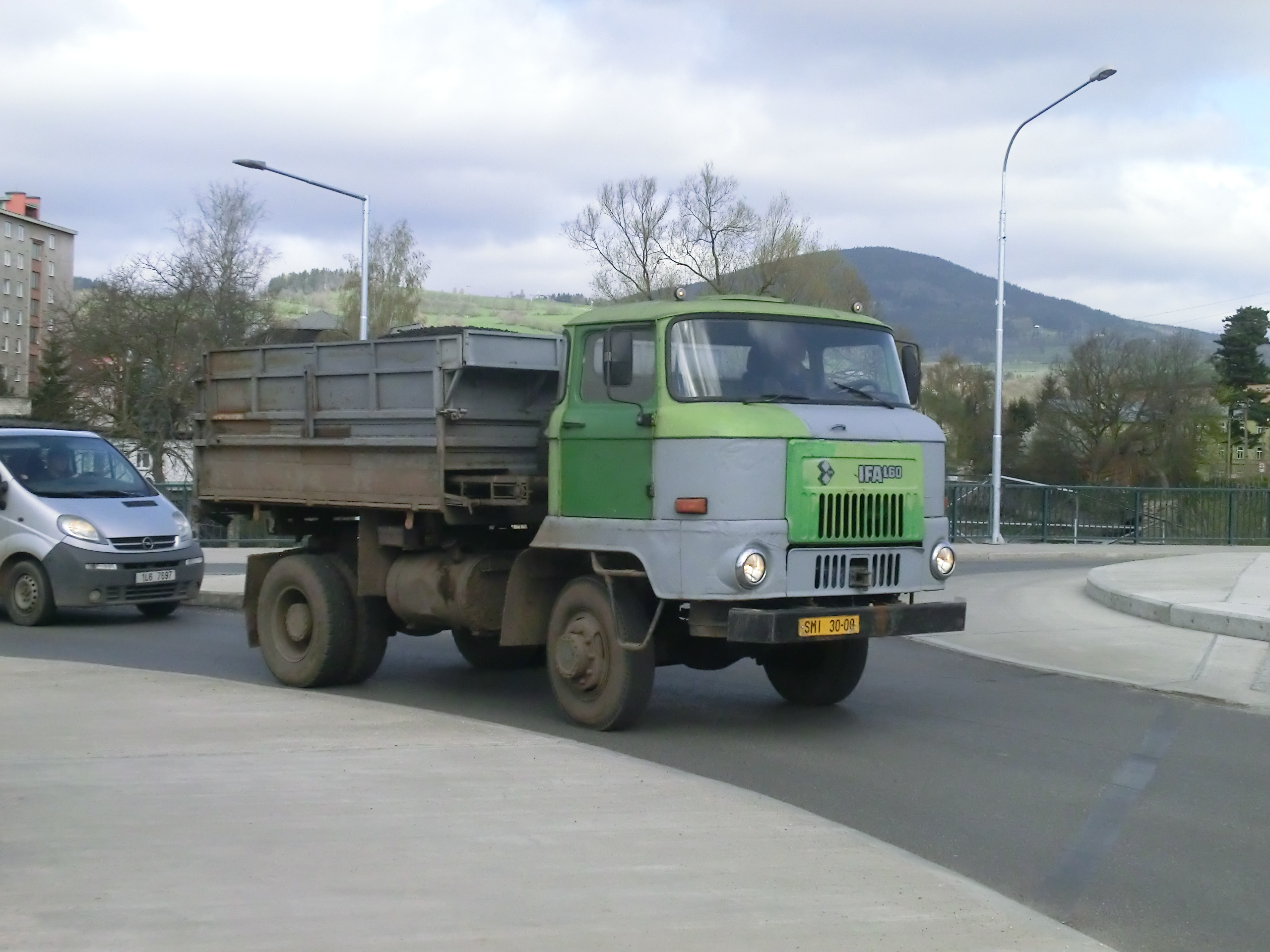
IFA L60 platós felépítmény

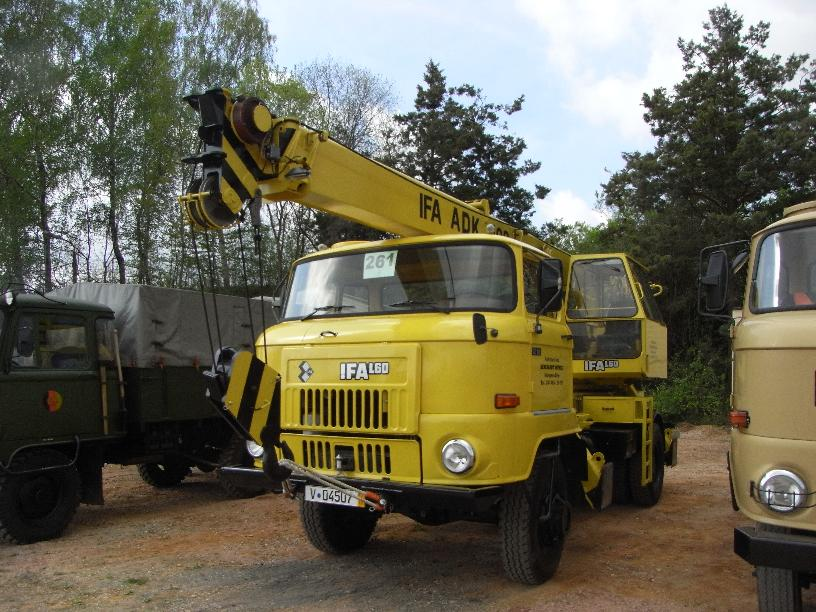
Összesen 30 db készült az ADK 100-ból, itt már volt kezelőfülke és nem a fordított utasülésről történt a daru kezelése

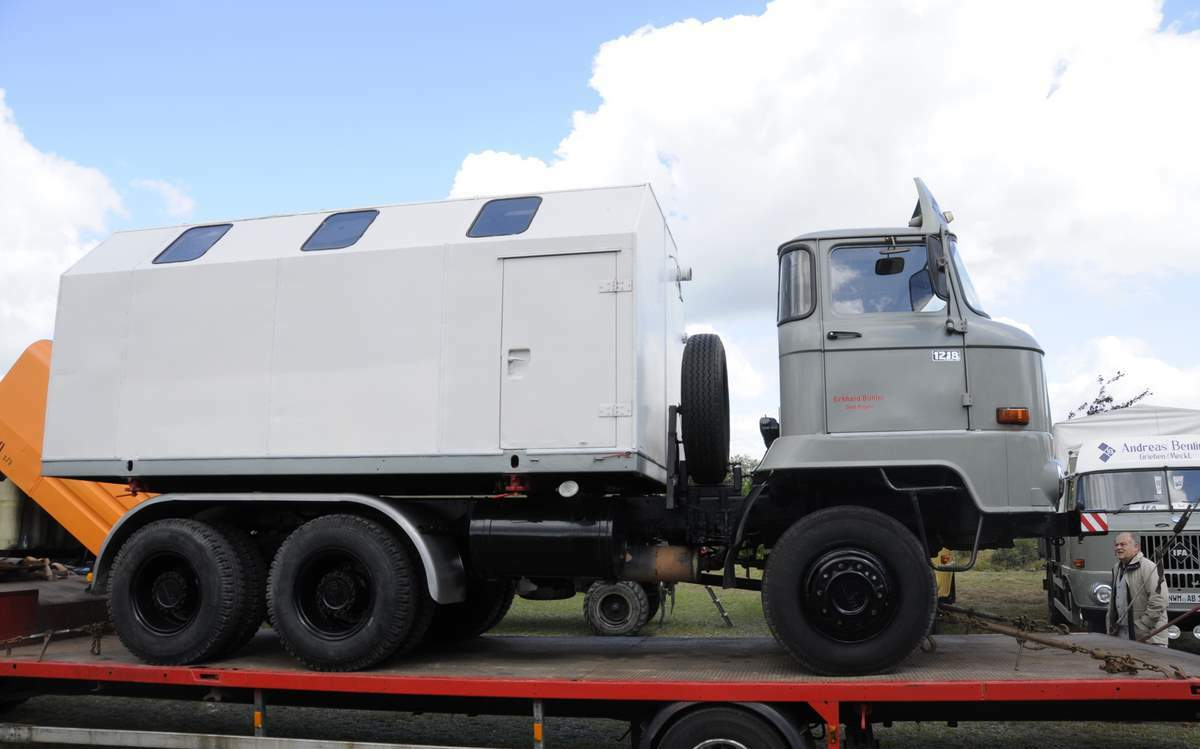
Háromtengelyes kivitelben csak prototípus készült

A legelterjedtebb típusa az L60-nak egyértelműen a platós felépítménnyel felszerelt. Szakítva a W50-es nyilvánvalóan gyenge teljesítményével, az L60 önmagában képes volt törvényesen 6200 kg szállítására. A 12 300 kg megengedett legnagyobb rakománnyal pedig további 6100 kg vontatására volt alkalmas, ami pont megfelelt a gyártó, IFA HW 60.11-es és 80.11-es pótkocsijainak vontatására. Sajnos a tapasztalat azt mutatja, hogy ha a vonóerő-növekedés miatt megnövekedett terhelhetőséget kihasználjuk, lassúvá és gyengévé válik az IFA L60, nagyon hasonlóan a W50-hez.
Az elérhető változatok, a kerekek hajtása szerint:
- 4×4:
  - platós, két oldalra billenős (1987)
  - dobozos (1987)
  - víztartályos (1987)
  - üzemanyagtartályos (1987)
  - platós, három oldalra billenős, hátrafelé automata (1988)
  - ADK 100 autódaru (1990)
- 4×2:
  - platós, három oldalra billenős, hátrafelé automata (1988)
  - nyergesvontató

Ezeken kívül készültek speciális kivitelek, mint mondjuk a katonaság számára, egyedi dobozos kivitel, vagy az útkarbantartók részére külön felépítménnyel stb.

## Prototípusok
Prototípus szinten készült háromtengelyes változat is, illetve L60-as jelzéssel új, modernebb, formatervezettebb fülkék is készültek, de ezek sem jutottak el sosem a sorozatgyártásig. Az utolsó időkben olyan nyugati teherautók alapján is tervezték az IFA-k gyártását, mint a Mercedes, Steyr vagy a Volvo, Németország újraegyesítése után viszont a márkának végleg leáldozott.

## Technikai adatok
| Motor típusa:                  | 6 VD 13,5/12-SRF   |
| Teljesítménye                  | 132 kW 180 LE      |
| Legnagyobb forgatónyomaték     | 618 Nm @1250 1/min |
| Össz-lökettérfogat:            | 9,16 l             |
| Hengerszám:                    | 6                  |
| Névleges fordulatszáma:        | 2300 1/min         |
| Furat/löket:                   | 120/135 mm         |
| Sebességfokozatok száma:       | 8+1                |
| Kapaszkodó képessége:          | 50%                |
| Legnagyobb hossza:             | 6700 mm            |
| Legnagyobb magassága:          | 3250 mm            |
| Nyomtáv elöl/hátul:            | 1900/1775 mm       |
| Tengelytáv:                    | 3240 mm            |
| Legkisebb fordulókör átmérője: | 15,5 m             |
| Teherbírása:                   | 6400 kg            |
| Üzemi tömeg:                   | 6200 kg            |
| Üzemanyagtank térfogata:       | 180 l              |
| Gumiabroncs mérete:            | 9,00 20/14 PR      |
| Névleges elektromos feszültség | 24 V               |
| Akkumulátor                    | 2 × 125 Ah         |
| Adatforrás:                    | Gyártó, 1988       |

## Fordítás
- Ez a szócikk részben vagy egészben  az   IFA 90 című német Wikipédia-szócikk fordításán alapul.  Az eredeti cikk szerkesztőit annak laptörténete sorolja fel. Ez a jelzés csupán a megfogalmazás eredetét és a szerzői jogokat jelzi, nem szolgál a cikkben szereplő információk forrásmegjelöléseként.